# 莫什切尼察河
52°07′54″N 19°33′50″E / 52.1317°N 19.5638°E

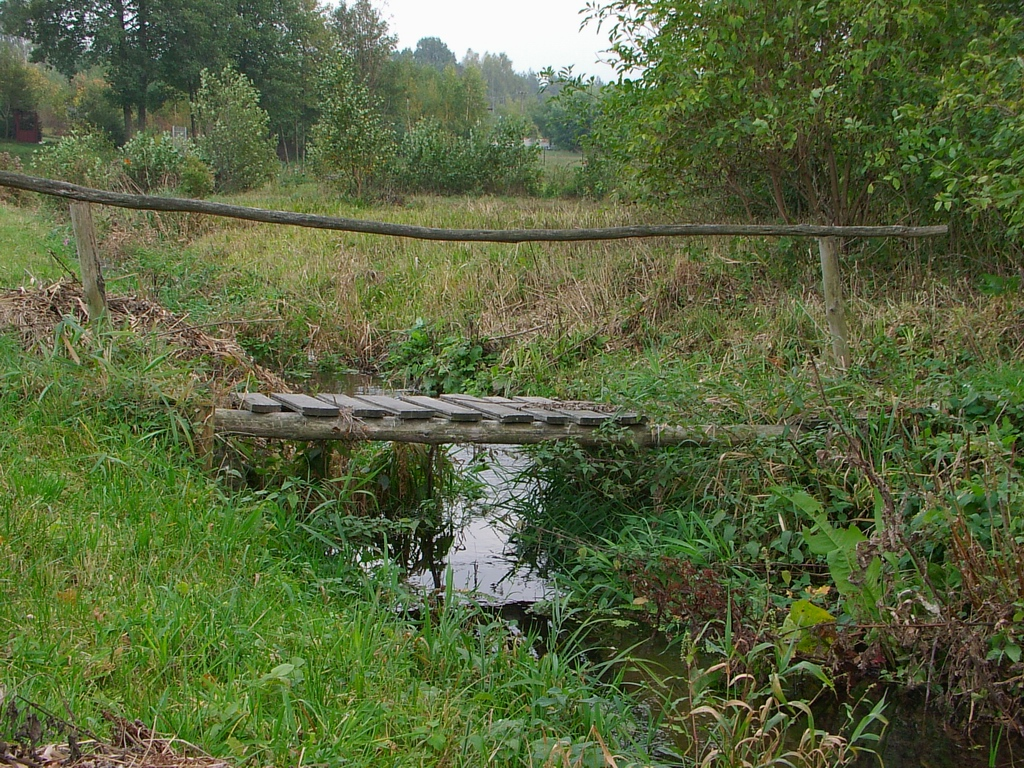

莫什切尼察河（波蘭語：Moszczenica）是波蘭的河流，位於該國中部，處於羅茲省，該河流屬於布祖拉河的右支流，河道全長55公里，流域面積515平方公里。